# Стюарт Руса
Стюарт Аллен Ру́са (англ. Stuart Allen Roosa, 16 серпня 1933, Дуранго, штат Колорадо, США — 12 грудня 1994, Фолс-Черч, штат Вірджинія, США) — астронавт США, полковник ВПС США.
Навчався в Оклахомському державному університеті, Університеті Аризони і Колорадському університеті у Боулдері, який закінчив 1960 року. Закінчив також школу підготовки пілотів для аерокосмічних досліджень (1965). З 1966 року перебував у групі астронавтів. 1-10 лютого 1971 року разом з А. Шепардом і Е. Мітчеллом здійснив політ до Місяця на космічному кораблі «Аполлон-14». Пробув понад 2 діб на навколомісячній орбіті (35 обертів), провів роботи з фотографування, зондування й спостереження Місяця.

## Зовнішні посилання
- Stuart Allen Roosa (Colonel, USAF, Ret.) на сайті НАСА http://www.nasa.gov/. (англ.)